# Tamopsis amplithorax
Tamopsis amplithorax là một loài nhện trong họ Hersiliidae. T. amplithorax được miêu tả năm 1987 bởi Martin Baehr & Barbara Baehr.